# Mygona chyprota
Mygona chyprota är en fjärilsart som beskrevs av Grose-smith 1900. Mygona chyprota ingår i släktet Mygona och familjen praktfjärilar. Inga underarter finns listade i Catalogue of Life.